# Joakim Mæhle
Joakim Mæhle Pedersen (Østervrå, Frederikshavn, Dinamarca, 20 de mayo de 1997) es un futbolista danés que juega en la demarcación de defensa para el VfL Wolfsburgo de la 1. Bundesliga de Alemania.

## Trayectoria
Tras empezar a formarse como futbolista con el Aalborg BK, finalmente subió al primer equipo en la temporada 2016-17, haciendo su debut el 7 de agosto de 2016 en la cuarta jornada de la Superliga de Dinamarca contra el F. C. Nordsjælland, encuentro que finalizó con un resultado de 1-2 a favor del conjunto de Aalborg. En julio de 2017 se marchó traspasado al K. R. C. Genk, con el que ganó la Pro League 2018-19. En el equipo belga estuvo tres años y medio, haciéndose oficial su salida al Atalanta B. C. italiano a finales de diciembre de 2020. Allí disputó 96 partidos y en agosto de 2023 se marchó al VfL Wolfsburgo.

## Selección nacional

### Participaciones en Copas del Mundo
| Mundial                        | Sede  | Resultados   | Partidos | Goles |
| ------------------------------ | ----- | ------------ | -------- | ----- |
| Copa Mundial de Fútbol de 2022 | Catar | Primera fase | 3        | 0     |

### Participaciones en Eurocopas
| Copa          | Sede     | Resultado        | Partidos | Goles |
| ------------- | -------- | ---------------- | -------- | ----- |
| Eurocopa 2020 | Europa   | Semifinal        | 6        | 2     |
| Eurocopa 2024 | Alemania | Octavos de final | 4        | 0     |

## Estadísticas

### Clubes
Actualizado al último partido disputado el 2 de noviembre de 2024.
| Club                      | Div.          | Temporada     | Liga  | Liga  | Copas nacionales | Copas nacionales | Copas internacionales | Copas internacionales | Total | Total |
| Club                      | Div.          | Temporada     | Part. | Goles | Part.            | Goles            | Part.                 | Goles                 | Part. | Goles |
| ------------------------- | ------------- | ------------- | ----- | ----- | ---------------- | ---------------- | --------------------- | --------------------- | ----- | ----- |
| Aalborg BK Dinamarca      | 1.ª           | 2016-17       | 24    | 1     | 3                | 0                | —                     | —                     | 27    | 1     |
| Aalborg BK Dinamarca      | Total club    | Total club    | 24    | 1     | 3                | 0                | 0                     | 0                     | 27    | 1     |
| K. R. C. Genk · Bélgica   | 1.ª           | 2017-18       | 25    | 0     | 2                | 0                | —                     | —                     | 27    | 0     |
| K. R. C. Genk · Bélgica   | 1.ª           | 2018-19       | 39    | 3     | 2                | 1                | 13                    | 0                     | 52    | 3     |
| K. R. C. Genk · Bélgica   | 1.ª           | 2019-20       | 25    | 0     | 2                | 1                | 6                     | 0                     | 31    | 0     |
| K. R. C. Genk · Bélgica   | 1.ª           | 2020-21       | 16    | 1     | 0                | 0                | —                     | —                     | 16    | 1     |
| K. R. C. Genk · Bélgica   | Total club    | Total club    | 105   | 4     | 6                | 2                | 19                    | 0                     | 130   | 6     |
| Atalanta B. C. · Italia   | 1.ª           | 2020-21       | 20    | 0     | 3                | 0                | 2                     | 0                     | 25    | 0     |
| Atalanta B. C. · Italia   | 1.ª           | 2021-22       | 26    | 1     | 1                | 1                | 8                     | 1                     | 35    | 3     |
| Atalanta B. C. · Italia   | 1.ª           | 2022-23       | 34    | 3     | 2                | 0                | —                     | —                     | 36    | 3     |
| Atalanta B. C. · Italia   | Total club    | Total club    | 80    | 4     | 6                | 1                | 10                    | 1                     | 96    | 6     |
| VfL Wolfsburgo · Alemania | 1.ª           | 2023-24       | 30    | 2     | 3                | 0                | —                     | —                     | 33    | 2     |
| VfL Wolfsburgo · Alemania | 1.ª           | 2024-25       | 4     | 1     | 1                | 0                | —                     | —                     | 5     | 1     |
| VfL Wolfsburgo · Alemania | Total club    | Total club    | 34    | 3     | 4                | 0                | 0                     | 0                     | 38    | 3     |
| Total carrera             | Total carrera | Total carrera | 243   | 12    | 19               | 3                | 29                    | 1                     | 291   | 16    |

## Palmarés

### Campeonatos nacionales
| Título                      | Club          | País    | Año  |
| --------------------------- | ------------- | ------- | ---- |
| Primera División de Bélgica | K. R. C. Genk | Bélgica | 2019 |
| Supercopa de Bélgica        | K. R. C. Genk | Bélgica | 2019 |